# Lindsay Lohan en India
Lindsay Lohan's Indian Journey (en español 'Lindsay Lohan en India') es un documental de la BBC sobre el tráfico de niños y la esclavitud infantil en India, que fue estrenado el 1 de abril de 2010.

## Sinopsis
La actriz Lindsay Lohan realiza un viaje a India. En las calles de la ciudad de Delhi tuvo la oportunidad de reunirse con niños que trabajaban 16 horas al día en situaciones de maltrato extremo y por un salario muy inferior al que cobra un adulto. Además recorre Bengala Occidental, donde entrevista a una traficante de niños. En Calcuta visita un refugio para mujeres jóvenes que fueron forzadas a entrar en burdeles para ejercer la prostitución.

## Emisiones
- Estados Unidos: 1 de abril de 2010.
- México: Infinito, 22 de noviembre de 2011, 22 horas.[3]
- Argentina: Infinito, 24 de noviembre de 2011, 21 horas.[2]